# Paulini
Paulini, pseudonimo di Pauline Curuenavuli (Suva, 15 ottobre 1982), è una cantante figiana naturalizzata australiana, famosa per aver partecipato ad Australian Idol e per aver fatto parte delle Young Divas.

## Biografia
Nata nella capitale delle isole Fiji, Paulini si è trasferita a Sydney con la sua famiglia quando aveva 4 anni. Suo padre Isireli è un ex direttore di coro, mentre sua madre Miliana è infermiera.
Paulini ha ottenuto visibilità nel 2003 con la sua partecipazione alla prima edizione del talent show Australian Idol, dove si è classificata quarta. Dopo il programma la cantante ha firmato un contratto discografico con la Sony Music Australia, con la quale il 23 luglio 2004 ha pubblicato One Determined Heart, il suo album di debutto, che è entrato al primo posto nella classifica settimanale dei dischi più venduti in Australia ed è stato certificato disco di platino per le oltre 70 000 copie vendute. L'album è stato anticipato dal singolo Angel Eyes, una cover del brano del 1989 di Jeff Healey, che ha raggiunto il primo posto nella classifica australiana mantenendolo per tre settimane consecutive e vincendo un disco di platino. Un secondo singolo, We Can Try, pubblicato a ottobre 2004, è arrivato trentesimo in classifica.
Il secondo album di Paulini, Superwoman, è uscito il 5 agosto 2006 ed è stato anticipato dal singolo Rough Day, che si è piazzato ventiseiesimo in classifica. Nello stesso anno è entrata a far parte del girl group Young Divas insieme a tre altre finaliste di Australian Idol, Kate DeAraugo, Emily Williams e Ricki-Lee Coulter, quest'ultima poi sostituita da Jessica Mauboy. Le ragazze hanno pubblicato due album, entrambi entrati in top ten in Australia, fino al loro scioglimento nel 2008. Da qui Paulini ha firmato un contratto con l'etichetta Albert Music, per la quale ha scritto e composto brani per artisti in Europa, Sudafrica e Filippine, seppur continuando a pubblicare musica indipendentemente.
Nel 2014 Paulini ha firmato un contratto discografico con la Decca Records e la Ambition Records. L'anno successivo è uscito il suo terzo album, Come Alive, che ha raggiunto il venticinquesimo posto nelle classifiche australiane. A fine 2015 è uscito Merry Christmas, l'album natalizio di Paulini. Nel 2017 la cantante ha fatto il suo debutto nel mondo del teatro entrando nel cast del musical Guardia del corpo (basato sull'omonimo film del 1992) e recitando nel ruolo della protagonista Rachel Marron.

## Discografia

### Album in studio
- 2004 – One Determined Heart
- 2006 – Superwoman
- 2015 – Come Alive
- 2015 – Merry Christmas

### EP
- 2004 – Amazing Grace: Songs for Christmas

### Singoli
- 2004 – Angel Eyes
- 2004 – We Can Try
- 2006 – Rough Day
- 2006 – So Over You
- 2006 – I Believe
- 2007 – Receive the Power (con Guy Sebastian)
- 2009 – Scarless
- 2011 – Show Me Your Colors
- 2012 – Fireman
- 2012 – Ping Pong with My Heart
- 2013 – Heartbreak Is Over
- 2014 – Air It All Out
- 2015 – By My Side
- 2020 – Twenty Twenty
- 2022 – We Are One